# Albergue transitorio
Un hotel para parejas, albergue transitorio, hotel meublè,  hotel alojamiento o motel (vulgarmente telo; vesre de hotel) es un establecimiento similar a un hotel convencional, pero orientado a facilitar las relaciones sexuales de los clientes. Las habitaciones son pagadas por turnos, en donde cada turno puede ir desde fracciones de horas a noche completa.
Suelen contar con servicios adecuados al efecto, tales como espejos, luces atenuadas, y otros elementos. No se requiere registro de los pasajeros, y su ingreso es discreto.

## En el mundo

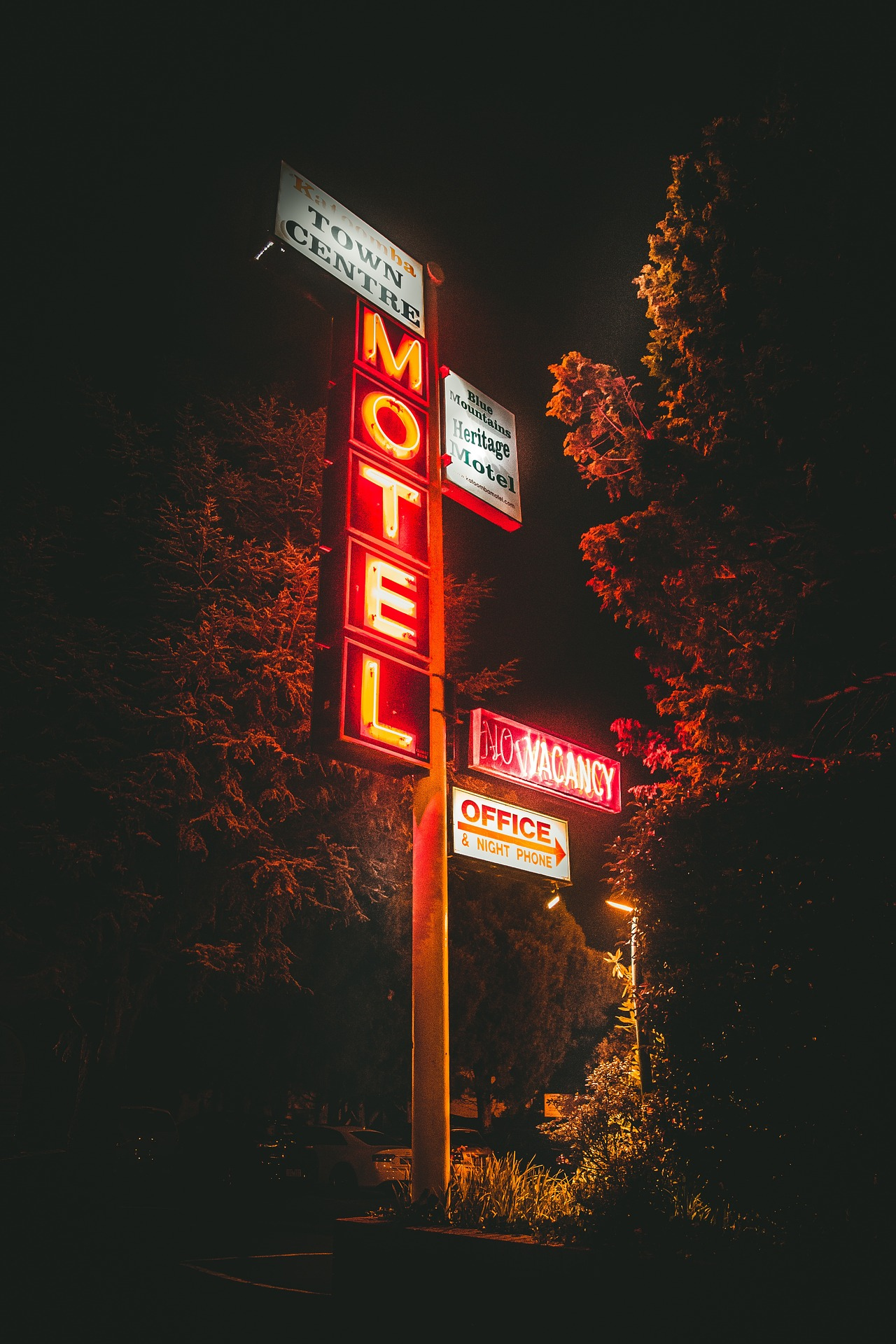
Motel

Existen establecimientos similares o denominaciones alternativas en varios países del mundo:
- Motel, en Estados Unidos.
- Motel, en Colombia.
- Motel u Hotel de Paso, en México.
- Hotel del amor, en Japón.
- Mueble, en Uruguay.
- Hot-sheet hotel/Motel, en Estados Unidos.
- Motel, en Sudamérica.
- Albergue transitorio, Telo (Lunfardo/Vesre de "Hotel" > (H)-o-tel > Telo), en Argentina.
- Push-button (por las consolas de botones para elegir tarifas y cuartos), en Panamá.
- Reservado, en Paraguay.
- Cabañas, en República Dominicana

## En Argentina
Hay diferentes "telos", con diferentes precios y categorías, pero no suelen tener habitaciones comunes, como en un hotel habitual. Algunos hoteles tienen paredes y techos cubiertos de espejos para una mejor percepción del momento, camas redondas, luz roja o efectos lumínicos según la propuesta, y televisores en la mayoría de habitaciones con canales pornográficos. Algunos hoteles exóticos ofrecen habitaciones temáticas para diversidad de gustos.
El mundo de los albergues transitorios en Argentina representa un movimiento no sólo cultural sino también económico. Muchas citas de parejas suelen hacer uso de estos hoteles, que se encuentran ubicados en diferentes zonas de la Ciudad autónoma de Buenos Aires y el Gran Buenos Aires. Y por eso se recurre a diferentes buscadores específicos que se encargan de orientar al usuario en la búsqueda de la opción más cercana o conveniente.